# Moisés
Pour le footballeur né en 1991, voir Moisés (football, 1991).
Moisés Lima Magalhães, communément appelé Moisés, est un footballeur brésilien né le 17 mars 1988 à Belo Horizonte. Il évolue au poste de milieu de terrain avec l'América Mineiro.

## Biographie
Lors de son passage en Europe, il joue 41 matchs en première division croate, inscrivant 7 buts, et 11 matchs en Ligue Europa, marquant deux buts. 
Il inscrit son premier but en Coupe d'Europe le 28 août 2014, lors du tour de barrage de la Ligue Europa, sur la pelouse du Sheriff Tiraspol (victoire 0-3). Il inscrit son second but en Ligue Europa le 27 novembre 2014, lors de la réception du Standard de Liège (victoire 2-0).
Le 31 août 2014, il inscrit un triplé au sein du championnat de Croatie, lors de la réception du NK Zadar (victoire 6-1).

## Palmarès

### Palmarès en club

#### América Mineiro
- Champion du Brésil de D3 en 2009

#### Portuguesa
- Champion de São Paulo (A2) en 2013

#### HNK Rijeka
- Vainqueur de la Coupe de Croatie en 2014
- Vainqueur de la Supercoupe de Croatie en 2014

#### Palmeiras
- Champion du Brésil en 2016

### Récompenses individuelles
- Ballon d'Argent : 2016
- Prêmio Craque do Brasileirão : 2016